# Santo Antônio do Aventureiro
Santo Antônio do Aventureiro is een gemeente in de Braziliaanse deelstaat Minas Gerais. De gemeente telt 3.600 inwoners (schatting 2009).